# Olle Källgren
Olle Källgren (1907. szeptember 7. – 1983. április 13.), svéd válogatott labdarúgó. Tagja volt a svéd válogatott az 1938-as világbajnokságon.